# Wang Du
Pour les articles homonymes, voir Wang (patronyme).

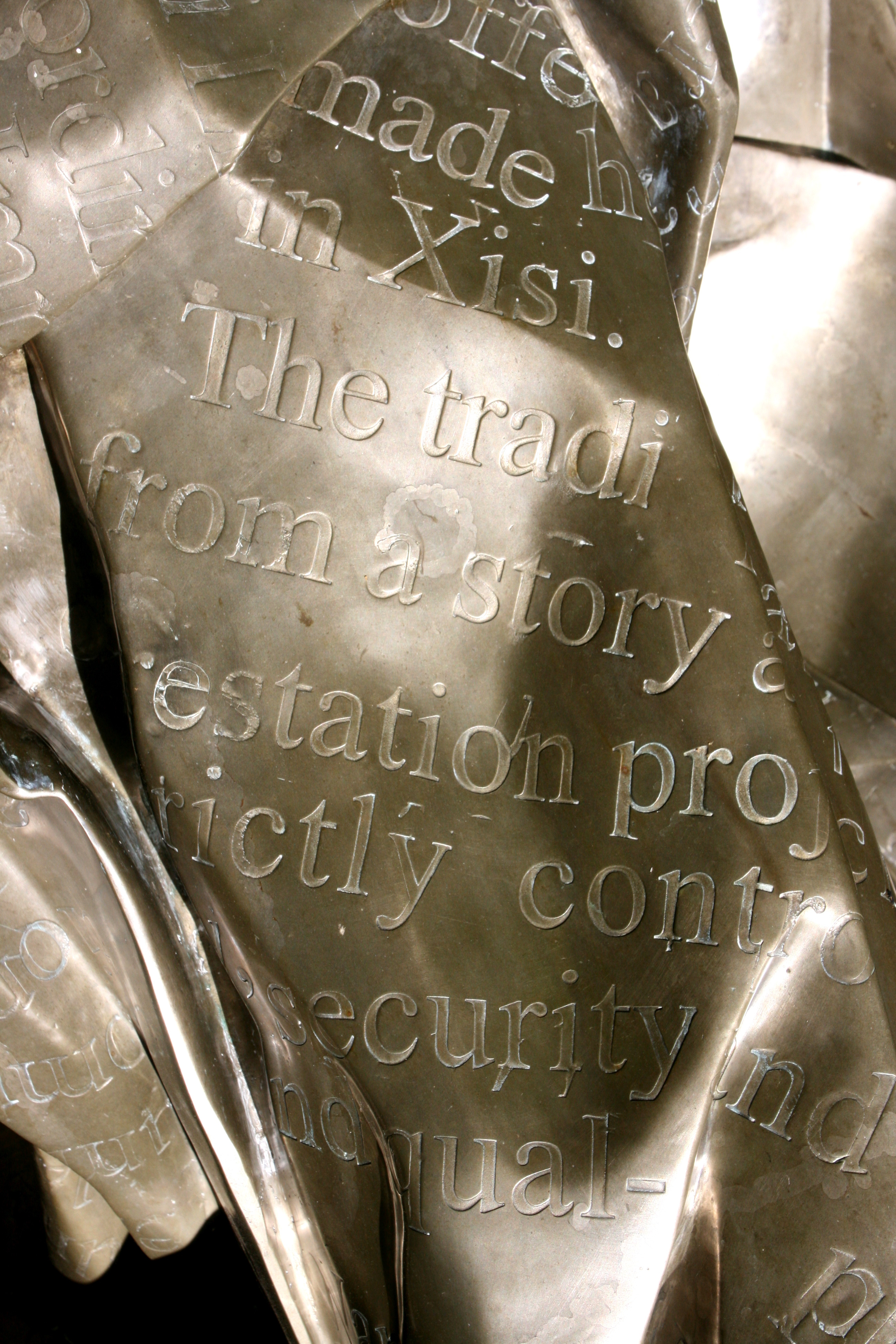
Détail: vue rapprochée avec quelques fragments de mots comme dans les peintures avec lettres et les papiers collés de Picasso et Braque : in Xisi [dans un quartier de Pékin] : Tradi[(terminaison omise)], [...]restation, [s]trictly contro[lled], [s]ecurity

Wang Du (chinois simplifié : 王度 pinyin : Wáng dù) est un artiste plasticien né le 25 décembre 1956 à Wuhan, province de Hubei, en Chine. Il est installé en France depuis 1990.

## Biographie
Wang Du appartient à la génération qui a grandi durant la Révolution culturelle. Après un passage de six ans à la mine, période durant laquelle il réalise des affiches de propagande, il part pour Guangdong et entre aux beaux-arts. La formation académique qu'il y reçoit contribue à développer son esprit rebelle. 
Dans les années 1980, devenu professeur d'architecture, il s'engage dans l'avant-garde, organisant performances, happenings et conférences. Le retour de bâton, pour cet artiste catalogué rebelle par le pouvoir, se produira lors des événements de la place Tiananmen, qui lui vaudront neuf mois de prison. Souvenirs sur lesquels il reste discret. 
À sa sortie, en 1990, Wang Du se réfugie en France, parce que sa femme d'alors est française. Il se réfugie plutôt à Paris pour se vouer à sa passion depuis toujours : l'Art ; durant toutes ces années, il voyage beaucoup dans toute l'Europe, même en France. Il y reste. C'est alors qu'il découvre le tourbillon médiatique, la « société de consommation de l'information ». Dans ce déferlement incessant d'images parfois manipulatrices, Wang Du trouve son combat. Il travaille dans la banlieue parisienne et expose dans le monde entier.

## Démarche artistique
La démarche artistique de Wang Du est principalement axée autour d'une critique des médias. C'est surtout à travers des sculptures et des installations qu'il formule son interprétation personnelle de notre comportement à l'égard des medias. Une poubelle géante installée au Palais de Tokyo en 2004, et remplie de téléviseurs, en est un exemple sans ambiguïté. On découvre aussi de façon récurrente des sculptures directement inspirées des photos des magazines à grand tirage, comme Paris Match ou Public, qui sont détournées sur un ton ironique.

## Expositions et œuvres (sélection)
- 2008 : La Force de l'art[1], International Kebab
- 2008 : BPS22 (Charleroi), Post-Réalité[2]
- 2007 : La Fusée
- 2003 : The Space Time Tunnel (35 m)
- 2005 : Herald Tribune International
- 2004 : Enter (installation de 10 sculptures)
- 2001 : Luxe Populaire (220 × 180 × 135 cm)
- 2000 : Musée de Picardie[3], Du défilé
- 2002 : Réalité jetable
- 2002 : Chambre Double[4] à l'hôtel La Louisiane
- 2005 : Le Baiser

### Collections
- Collection d'art contemporain de la Société Générale[5]
- Collection du MAC de Lyon[6] : voir World Markets.
- Commune de Cologny